# Mamit
Mamit là một thị trấn thống kê (census town) của quận Mamit thuộc bang Mizoram, Ấn Độ.

## Địa lý
Mamit có vị trí 23°56′B 92°29′Đ / 23,93°B 92,48°Đ Nó có độ cao trung bình là 718 mét (2355 feet).

## Nhân khẩu
Theo điều tra dân số năm 2001 của Ấn Độ, Mamit có dân số 5261 người. Phái nam chiếm 54% tổng số dân và phái nữ chiếm 46%. Mamit có tỷ lệ 82% biết đọc biết viết, cao hơn tỷ lệ trung bình toàn quốc là 59,5%: tỷ lệ cho phái nam là 81%, và tỷ lệ cho phái nữ là 83%. Tại Mamit, 15% dân số nhỏ hơn 6 tuổi.